# Zjednoczona Partia Narodowa
Zjednoczona Partia Narodowa (ang. Vanuatu National United Party) – vanuacka socjaldemokratyczna partia polityczna popierana głównie przez anglojęzyczną część mieszkańców państwa.
Założona w 1991 r. przez Waltera Lini, skonfliktowanego z liderami jego dotychczasowego ugrupowania, Partii Pracy. Od śmierci Waltera w 1999 r. partią kieruje jego młodszy brat, Ham Lini. Pod jego przewodnictwem ugrupowanie zwyciężyło w wyborach parlamentarnych z 2004 r. i utworzyło, wspólnie z socjalistyczną Partią Pracy, koalicyjny rząd na czele którego stanął Lini.
W wyborach w 2016 r. wprowadziła 3 osoby do parlamentu i utworzyła koalicję rządzącą razem z 11 innymi partiami.